# Красноперекопська міська рада
Краснопереко́пська міська́ ра́да (крим. Krasnoperekopsk şeer şurası) — адміністративно-територіальна одиниця та орган місцевого самоврядування у складі Перекопського району Автономної Республіки Крим. Адміністративний центр — колишнє місто республіканського значення Яни Капу.

## Загальні відомості
- Територія ради: 22,42 км²
- Населення ради: 29 830 осіб (станом на 1 грудня 2012 року)

Офіційні мови: українська, кримськотатарська, російська.

## Населені пункти
Міській раді підпорядковані населені пункти:
- м. Яни Капу

На відміну від інших міських рад Криму, до складу яких зазвичай окрім міста-центру входить значне число інших населених пунктів, Красноперекопській міськраді підпорядковується лише місто Яни Капу. Тому терміни «місто Яни Капу» і «територія Красноперекопської міськради» позначають по суті справи одне і теж (на відміну, наприклад, від Алушти та Алуштинської міськради).

## Склад ради
Рада складається з 40 депутатів та голови.
- Голова ради: Філіпчук Тарас Леонтійович
- Секретар ради: Сироткін Юрій Петрович

### Керівний склад попередніх скликань
| Прізвище, ім'я, по батькові | Основні відомості                                                       | Дата обрання | Дата звільнення |
| --------------------------- | ----------------------------------------------------------------------- | ------------ | --------------- |
| Абісов Володимир Пилипович  | Міський голова, 1950 року народження, безпартійний                      | 26.03.2006   | 31.10.2010      |
| Філіпчук Тарас Леонтійович  | Міський голова, 1963 року народження, освіта вища, член Партії регіонів | 31.10.2010   |                 |

Примітка: таблиця складена за даними сайту Верховної Ради України

### Депутати
За результатами місцевих виборів 2010 року депутатами ради стали:

#### За суб'єктами висування
| Суб'єкт висування                                       | Кількість обраних депутатів | %   |
| ------------------------------------------------------- | --------------------------- | --- |
| Партія регіонів                                         | 30                          | 75  |
| Політична партія «Сильна Україна»                       | 3                           | 7,5 |
| Комуністична партія України                             | 2                           | 5   |
| Партія «Союз»                                           | 2                           | 5   |
| Політична партія «Руська єдність»                       | 2                           | 5   |
| Політична партія Всеукраїнське об'єднання «Батьківщина» | 1                           | 2,5 |

#### За округами
| № округу                                                | Прізвище, ім'я, по батькові       | Дата визнання обраним | Освіта  | Партійна приналежність                        | Відомості про обраного депутата                                            |
| ------------------------------------------------------- | --------------------------------- | --------------------- | ------- | --------------------------------------------- | -------------------------------------------------------------------------- |
| Комуністична партія України                             |                                   |                       |         |                                               |                                                                            |
| б/м                                                     | Синяков Павло Анатолійович        | 04.11.2010            | вища    | член Комуністичної партії України             | Красноперекопський МК КПУ, перший секретар                                 |
| б/м                                                     | Нікітін Олег Олексійович          | 04.11.2010            | вища    | член Комуністичної партії України             | УЄГГ, начальник                                                            |
| Партія регіонів                                         |                                   |                       |         |                                               |                                                                            |
| б/м                                                     | Дяченко Галина Василівна          | 04.11.2010            | вища    | член Партії регіонів                          | ВАТ «КСЗ», директор з економіки та фінансів                                |
| б/м                                                     | Карманов Сергій Олександрович     | 04.11.2010            | вища    | член Партії регіонів                          | ВАТ «Бром», технічний директор                                             |
| б/м                                                     | Прудіус Микола Андрійович         | 04.11.2010            | вища    | член Партії регіонів                          | ВАТ «КСЗ», директор з кадрових питань та побуту                            |
| б/м                                                     | Могильний Геннадій Іванович       | 04.11.2010            | вища    | член Партії регіонів                          | міськвиконком, перший заступник міського голови                            |
| б/м                                                     | Савенко Петро Володимирович       | 04.11.2010            | вища    | член Партії регіонів                          | Федерація боксу, керівник                                                  |
| б/м                                                     | Ляшенко Володимир Ілліч           | 04.11.2010            | вища    | член Партії регіонів                          | КЖЕП, начальник                                                            |
| б/м                                                     | Резніченко Володимир Григорович   | 04.11.2010            | середня | член Партії регіонів                          | ТОВ «Я. В.ВОРТ», директор                                                  |
| б/м                                                     | Бондаренко Тетяна Євгенівна       | 04.11.2010            | вища    | член Партії регіонів                          | ЦМЛ, заступник головного лікаря                                            |
| б/м                                                     | Фісенко Ірина Зіновіївна          | 04.11.2010            | вища    | член Партії регіонів                          | ВАТ «КСЗ», лаборант                                                        |
| б/м                                                     | Данилюк Андрій Васильович         | 04.11.2010            | вища    | член Партії регіонів                          | ВАТ «КСЗ», заступник начальника ВКБ                                        |
| б/м                                                     | Медвідь Валерій Леонтійович       | 11.11.2010            | середня | член Партії регіонів                          | МДК, технік-електрик                                                       |
| 1                                                       | Попов Юрій Федорович              | 04.11.2010            | вища    | член Партії регіонів                          | приватне підприємство, директор                                            |
| 2                                                       | Сироткін Юрій Петрович            | 04.11.2010            | вища    | член Партії регіонів                          | СЕС, головний лікар                                                        |
| 3                                                       | Пічугін Андрій В'ячеславович      | 04.11.2010            | вища    | член Партії регіонів                          | приватний підприємець                                                      |
| 4                                                       | Орлова Катерина Михайлівна        | 04.11.2010            | вища    | член Партії регіонів                          | ДП ЦРА № 70, директор                                                      |
| 5                                                       | Райцин Олександр Євгенович        | 04.11.2010            | вища    | член Партії регіонів                          | міськвиконком, начальник УТСЗН                                             |
| 6                                                       | Петрова Олена Кузьмівна           | 04.11.2010            | вища    | член Партії регіонів                          | міський ЦССС ДМ, директор                                                  |
| 7                                                       | Малахов Віктор Іванович           | 04.11.2010            | середня | член Партії регіонів                          | приватний підприємець                                                      |
| 8                                                       | Карпенко Олександр Миколайович    | 04.11.2010            | вища    | член Партії регіонів                          | міський ринок, директор                                                    |
| 9                                                       | Богуславський Андрій Миколайович  | 04.11.2010            | вища    | член Партії регіонів                          | приватний підприємець                                                      |
| 10                                                      | Школьник Микола Миколайович       | 04.11.2010            | середня | член Партії регіонів                          | ТОВ «Кримавтодеталь», директор                                             |
| 12                                                      | Мішина Тетяна Володимирівна       | 04.11.2010            | вища    | член Партії регіонів                          | міськвиконком управління освіти, начальник                                 |
| 13                                                      | Братусін Володимир Миколайович    | 04.11.2010            | вища    | позапартійний                                 | Красноперекопська ОДПІ, перший заступник начальника                        |
| 14                                                      | Лучко Галина Никифорівна          | 04.11.2010            | середня | член Партії регіонів                          | ВАТ «КСЗ», майстер виробничої дільниці                                     |
| 15                                                      | Івченко Ігор Леонідович           | 04.11.2010            | вища    | член Партії регіонів                          | ВАТ «КСЗ», заступник начальника цеху                                       |
| 16                                                      | Кульбачний Ігор Володимирович     | 04.11.2010            | вища    | член Партії регіонів                          | Головнийлікар, ЦМЛ                                                         |
| 17                                                      | Бєліков Олексій Геннадійович      | 04.11.2010            | вища    | член Партії регіонів                          | ВАТ «Кримський содовий завод», майстер виробничої дільниці                 |
| 18                                                      | Кривицький Володимир Олексійович  | 04.11.2010            | вища    | член Партії регіонів                          | ВАТ «КСЗ», начальник оперативної служби ВОХР                               |
| 19                                                      | Харченко Наталя Федорівна         | 04.11.2010            | вища    | член Партії регіонів                          | ВАТ «КСЗ», начальник відділу кадрів                                        |
| 20                                                      | Таргонський Микола Павлович       | 04.11.2010            | вища    | член Партії регіонів                          | Каркінитський тервідділ ЧБ, керівник                                       |
| Партія «Союз»                                           |                                   |                       |         |                                               |                                                                            |
| б/м                                                     | Сурмак Олександр Іванович         | 04.11.2010            | вища    | позапартійний                                 | ВАТ «Кримський содовий завод», начальник СІТ                               |
| 11                                                      | Бриндін Микола Миколайович        | 04.11.2010            | вища    | позапартійний                                 | ВАТ «Кримський содовий завод», начальник цеху № 2                          |
| Політична партія Всеукраїнське об'єднання «Батьківщина» |                                   |                       |         |                                               |                                                                            |
| б/м                                                     | Власенко Віктор Віталійович       | 04.11.2010            | вища    | член Всеукраїнського об'єднання «Батьківщина» | ФОП «Власенко В. В.»                                                       |
| Політична партія «Руська Єдність»                       |                                   |                       |         |                                               |                                                                            |
| б/м                                                     | Фініковська Валентина Йосипівна   | 04.11.2010            | вища    | член Політичної партії «Руська Єдність»       | Красноперекопська міська рада АРК, секретар                                |
| б/м                                                     | Василенко Володимир Володимирович | 04.11.2010            | вища    | член Політичної партії «Руська Єдність»       | Красноперекопський НВК «школа — гімназія» № 3, вчитель                     |
| Політична партія «Сильна Україна»                       |                                   |                       |         |                                               |                                                                            |
| б/м                                                     | Говзан Валентин Миколайович       | 04.11.2010            | вища    | член Політичної партії «Сильна Україна»       | Спілка промисловців та роботодавців м. Красноперекопська, голова правління |
| б/м                                                     | Петрик Сергій Вікторович          | 04.11.2010            | вища    | позапартійний                                 | приватне виробниче підприємство «Промтехпостач», фінансовий директор       |
| б/м                                                     | Дудукчан Артур Арутюнович         | 04.11.2010            | вища    | позапартійний                                 | ЗАТ «Укпостач», директор з логістики                                       |

## Населення
Розподіл населення за віком та статтю (2001)
| Стать | Всього | До 15 років | 15-24 | 25-44 | 45-64 | 65-85 | Понад 85 |
| --- | ------ | ----------- | ----- | ----- | ----- | ----- | -------- |
| Чоловіки | 14 045 | 2693        | 2291  | 4396  | 3723  | 915   | 27       |
| Жінки | 16 857 | 2531        | 2332  | 5068  | 4928  | 1878  | 120      |
| \| Статево-вікова піраміда \| Статево-вікова піраміда \| Статево-вікова піраміда \| \| ----------------------- \| ----------------------- \| ----------------------- \| \| Чоловіки \| Вік \| Жінки \| \| 27 \| 85 + \| 120 \| \| 44 \| 80-84 \| 161 \| \| 140 \| 75-79 \| 444 \| \| 327 \| 70-74 \| 604 \| \| 404 \| 65-69 \| 669 \| \| 891 \| 60-64 \| 1160 \| \| 620 \| 55-59 \| 831 \| \| 1058 \| 50-54 \| 1432 \| \| 1154 \| 45-49 \| 1505 \| \| 1106 \| 40-44 \| 1385 \| \| 1053 \| 35-39 \| 1212 \| \| 1033 \| 30-34 \| 1168 \| \| 1204 \| 25-29 \| 1303 \| \| 1154 \| 20-24 \| 1210 \| \| 1137 \| 15-20 \| 1122 \| \| 1223 \| 10-14 \| 1153 \| \| 822 \| 5-9 \| 743 \| \| 648 \| 0-4 \| 635 \| |        |             |       |       |       |       |          |
| Статево-вікова піраміда |        |             |       |       |       |       |          |
| Чоловіки | Вік    | Жінки       |       |       |       |       |          |
| 27 | 85 +   | 120         |       |       |       |       |          |
| 44 | 80-84  | 161         |       |       |       |       |          |
| 140 | 75-79  | 444         |       |       |       |       |          |
| 327 | 70-74  | 604         |       |       |       |       |          |
| 404 | 65-69  | 669         |       |       |       |       |          |
| 891 | 60-64  | 1160        |       |       |       |       |          |
| 620 | 55-59  | 831         |       |       |       |       |          |
| 1058 | 50-54  | 1432        |       |       |       |       |          |
| 1154 | 45-49  | 1505        |       |       |       |       |          |
| 1106 | 40-44  | 1385        |       |       |       |       |          |
| 1053 | 35-39  | 1212        |       |       |       |       |          |
| 1033 | 30-34  | 1168        |       |       |       |       |          |
| 1204 | 25-29  | 1303        |       |       |       |       |          |
| 1154 | 20-24  | 1210        |       |       |       |       |          |
| 1137 | 15-20  | 1122        |       |       |       |       |          |
| 1223 | 10-14  | 1153        |       |       |       |       |          |
| 822 | 5-9    | 743         |       |       |       |       |          |
| 648 | 0-4    | 635         |       |       |       |       |          |